# Sint-Stefanuskerk (Lage Mierde)

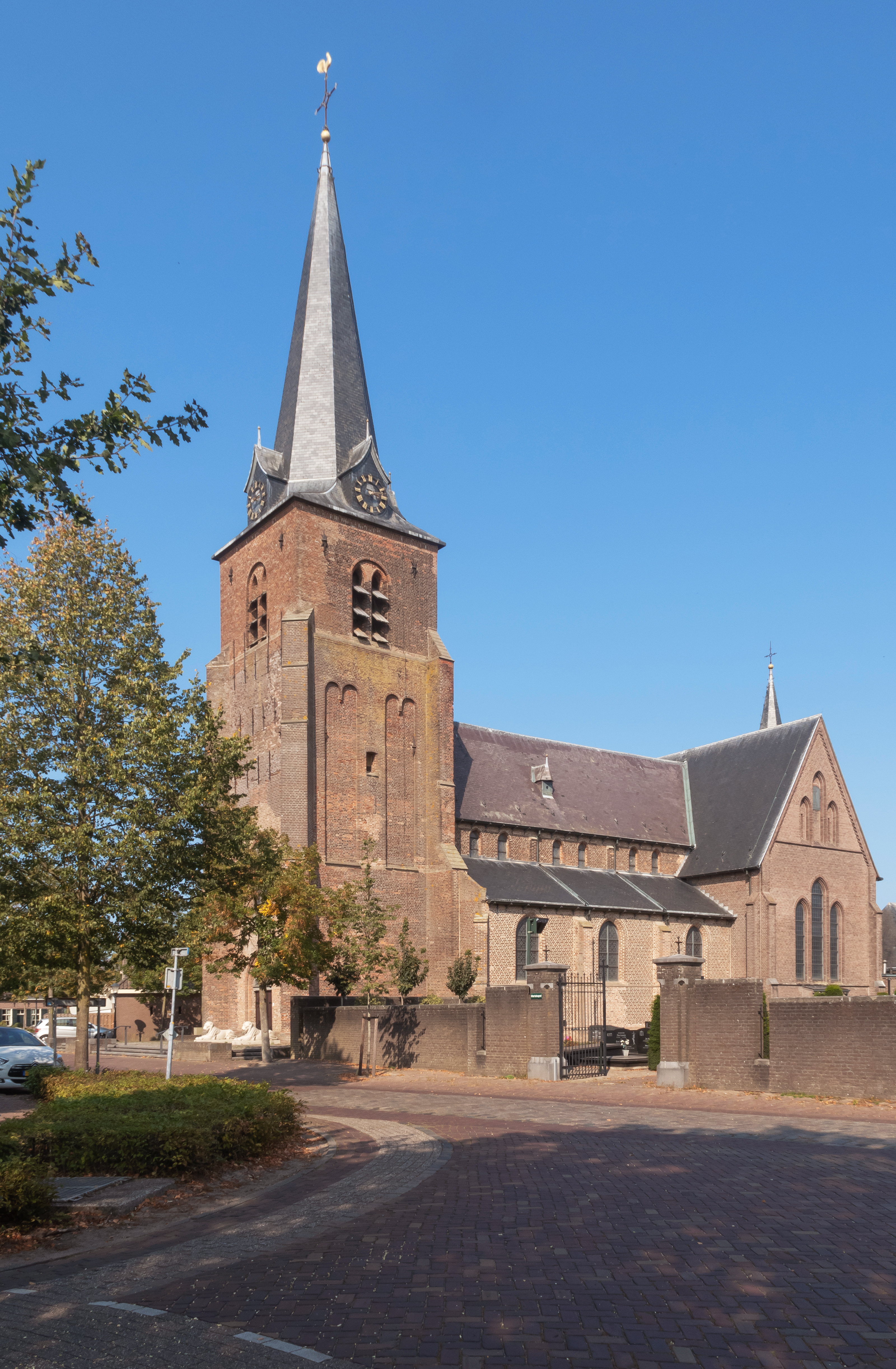
Sint-Stefanuskerk

De Sint-Stefanuskerk is de voormalige parochiekerk van de tot de Noord-Brabantse gemeente Reusel-De Mierden behorende plaats Lage Mierde. Het gebouw is gelegen aan het Dorpsplein 1.

## Geschiedenis
Aanvankelijk vormde de parochie van Lage Mierde één geheel met die van Hooge Mierde. Pas in 1520 werden de parochies gesplitst en daarbij kwam het patronaatsrecht aan de Abdij van Floreffe. In 1682 ging dit recht over op de Abdij van Postel. 
De kerk kwam ondertussen vanaf 1648 in handen van de protestanten, maar die waren er feitelijk niet veel, zodat de kerk slecht werd onderhouden en in verval raakte. Hij werd toen een tijdlang gebruikt als tiendschuur en archiefruimte. 
In 1803 kregen de katholieken hun vervallen kerk weer terug. De kerk werd opgeknapt in 1869. In 1911 werd de toren – die een lage spits had en als peperbus bekendstond – verhoogd tot een knoptoren. 
In 1912 werd de kerk vergroot naar ontwerp van Jacobus van Gils. Daarbij werden een transept en een nieuw koor toegevoegd. In 1935 werd de knop verwijderd en kreeg de toren een spits.
In 2010 kocht de parochie de toren van de gemeente voor het symbolisch bedrag van 1 euro. Reden was dat de kerk te koop zou worden gezet. In 2014 werd de kerk onttrokken aan de eredienst en verkocht aan een antiekhandel die er een toonzaal inrichtte.

## Gebouw
De toren is van ongeveer 1400. De kerk was oorspronkelijk een eenbeukig zaalkerkje, maar in 1484 werd het driebeukige schip gebouwd voorzien van een lager koor. Het driebeukige schip en de toren zijn 15e-eeuws. Het transept en het koor zijn neogotisch.